# Il piccolo scapolo
Il piccolo scapolo (titolo originale in lingua inglese: The Small Bachelor) è un romanzo umoristico di Pelham Grenville Wodehouse, pubblicato in lingua inglese nel 1927 e in lingua italiana nel 1932 e nel 1966.

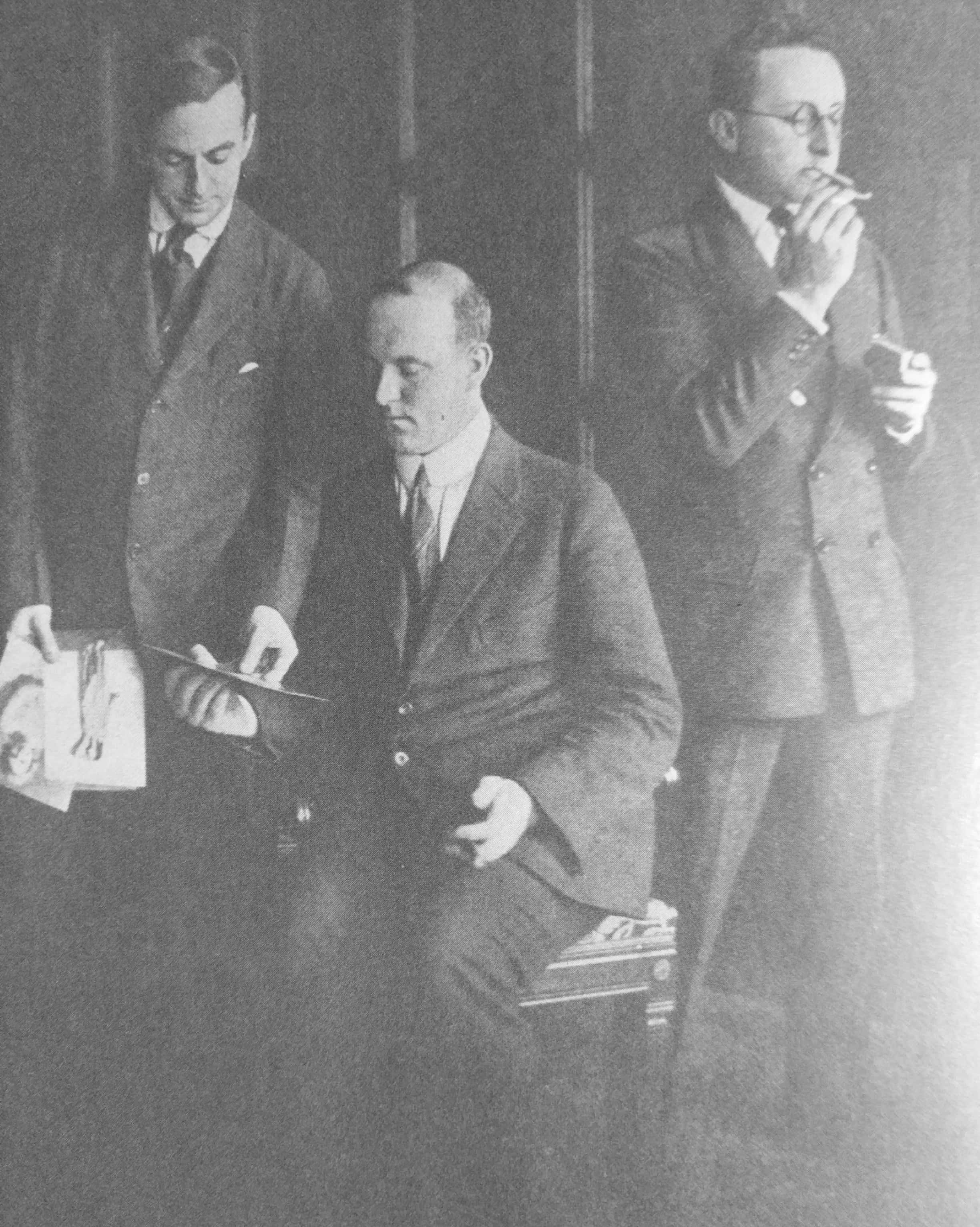
Gli autori del musical Oh, Lady! Lady!!. Da sinistra a destra: Guy Bolton, P. G. Wodehouse e Jerome Kern

## Storia editoriale
Nella «Prefazione» apparsa nell'edizione italiana del 1966, Wodehouse ricostruisce la genesi del romanzo. Il romanzo era basato su Oh, Lady! Lady!! una commedia musicale che Wodehouse scrisse assieme a Guy Bolton nel 1918 con la musica di Jerome Kern. Il piccolo scapolo venne scritto di getto e in breve tempo durante una vacanza nel Norfolk. Greenwich Village, dove è ambientato il romanzo, era caro a Wodehouse perché vi aveva abitato fra il 1909 e il 1914, subito dopo il suo arrivo negli Stati Uniti.

## Trama
George Finch, giovane e ricco scapolo, pittore senza talento, si innamora di Molly Waddington e ne è ricambiato. La prepotente, altezzosa e snob Signora Waddington, matrigna di Molly, non vede di buon occhio un genero artista e fa di tutto per far sposare la figliastra con Lord Hunstanton, un azzimato aristocratico inglese.  Parteggiano per i due innamorati Mr. Waddington, il padre di Molly, il quale ama il West e apprezza che George sia nato nell'Idaho; Frederick Mullet, il cameriere di George, un ex scassinatore innamorato di Fanny Welch, a sua volta borseggiatrice; James Hamilton Beamish, scrittore tuttologo, autore dei famosi "Manualetti Beamish", innamorato a sua volta di May Sutbbs, la chiromante della signora Waddington che opera col nome d'arte di Madame Eulalie.  La trama viene complicata da innumerevoli intrighi e incidenti (furti di collane, vendita sottocosto di azioni; poliziotti che prendono lezioni per scrivere versi, ecc.)

## Opere derivate
- Dal romanzo venne tratto un film diretto da William A. Seiter nel 1927 con Barbara Kent nella parte di Molly Waddington e George Beranger nella parte di George Finch[3].
- Un adattamento teatrale di The Small Bachelor, intitolato Over the Moon, è stato scritto dal commediografo americano Steven Dietz nel 2003 e rappresentato all'Arizona Theatre Company[4].

## Edizioni
- (EN) The Small Bachelor, 1ª ed., London, Methuen & Co., 1927.
- Il piccolo scapolo: romanzo umoristico inglese, traduzione di A. Zanini, Milano, ed. Monanni, 1932.
- Il piccolo scapolo: romanzo umoristico inglese, traduzione di A. Zanini, Milano, Bietti, 1933.
- Il piccolo scapolo, traduzione di Monica Morzenti, Milano, Mursia, 1996, ISBN 88-425-1828-X.